# Slauerhoffbrug
Le Slauerhoffbrug est un pont situé à Leeuwarden aux Pays-Bas.
Il présente la particularité d'avoir un système d'ouverture situé à 45° par rapport à la route.La particularité de ce pont est la façon dont il se déplace : lors de son ouverture, toute la superstructure du pont avec un tablier de pont de 15 × 15 × 0,5 mètres est soulevée des culées et bascule vers le haut sur deux poutres en porte-à-faux autour d'un plan horizontal. axe, qui tourne de 45° dans des directions opposées l'axe de la route est tourné à côté de la route. Lorsqu'il est complètement ouvert, le tablier du pont à côté du passage s'élève verticalement, offrant ainsi une hauteur de passage illimitée. Au fur et à mesure qu'il s'abaisse, le pont semble "se fondre" dans la route.

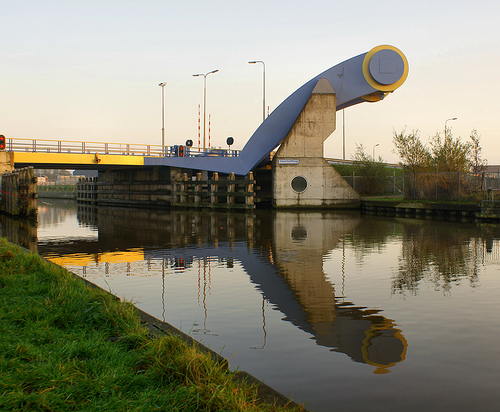
Slauerhoffbrug en position basse.
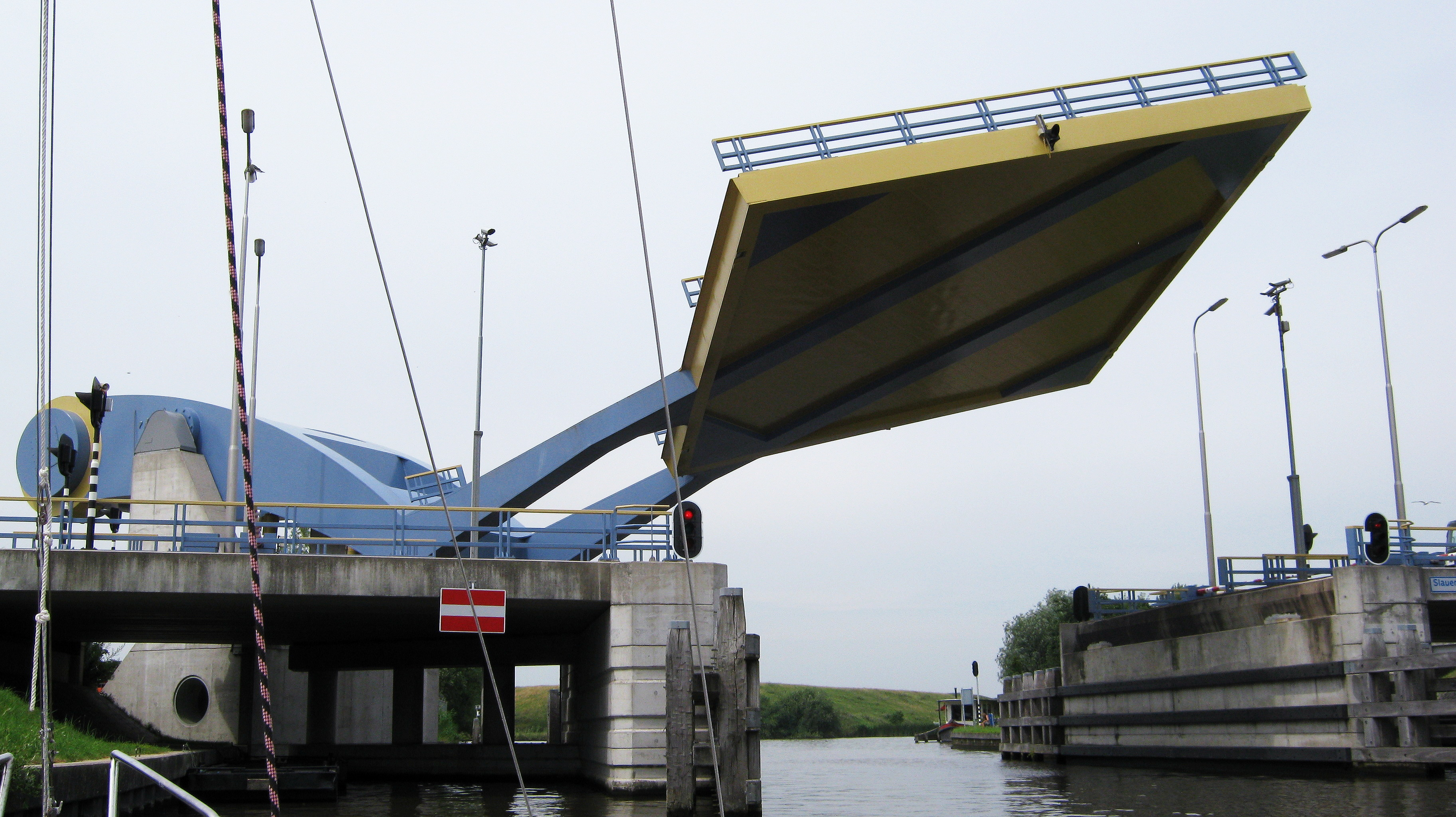
Slauerhoffbrug en cours d'ouverture.